# Pieńki (Radliczyce)
Pieńki – przysiółek wsi Radliczyce w Polsce, położony w województwie wielkopolskim, w powiecie kaliskim, w gminie Szczytniki. Stanowi samodzielne sołectwo.
W latach 1975–1998 przysiółek należał administracyjnie do województwa kaliskiego.